# 阿诺奈
阿诺奈（法語：Annonay，法語發音：[anɔnɛ]），法国东南部城市，奥弗涅-罗讷-阿尔卑斯大区阿尔代什省的一个市镇，隶属于罗讷河畔图尔农区，其市镇面积为21.2平方公里，2022年1月1日时人口数量为17,222人，是该省人口最多的市镇，在法国城市中排名第581位。
阿诺奈位于阿尔代什省北部，皮拉山东麓，市区位于两条小河的交汇处，四周被群山环绕，是一座典型的山城。阿诺奈历史上为前往勒皮朝圣之路上的一个驿站，中世纪后期逐渐成为区域中心，近代因皮革而闻名，现代则是一座综合性的工商业城市，世界大型客车制造商依维柯在此建有生产工厂，为当地带来了大量的就业岗位。

## 地名来源
“阿诺奈”一名来源于其罗马时期的名称阿诺尼亚库姆（Annoniacum），但该名的具体含义尚有待考证。

## 历史

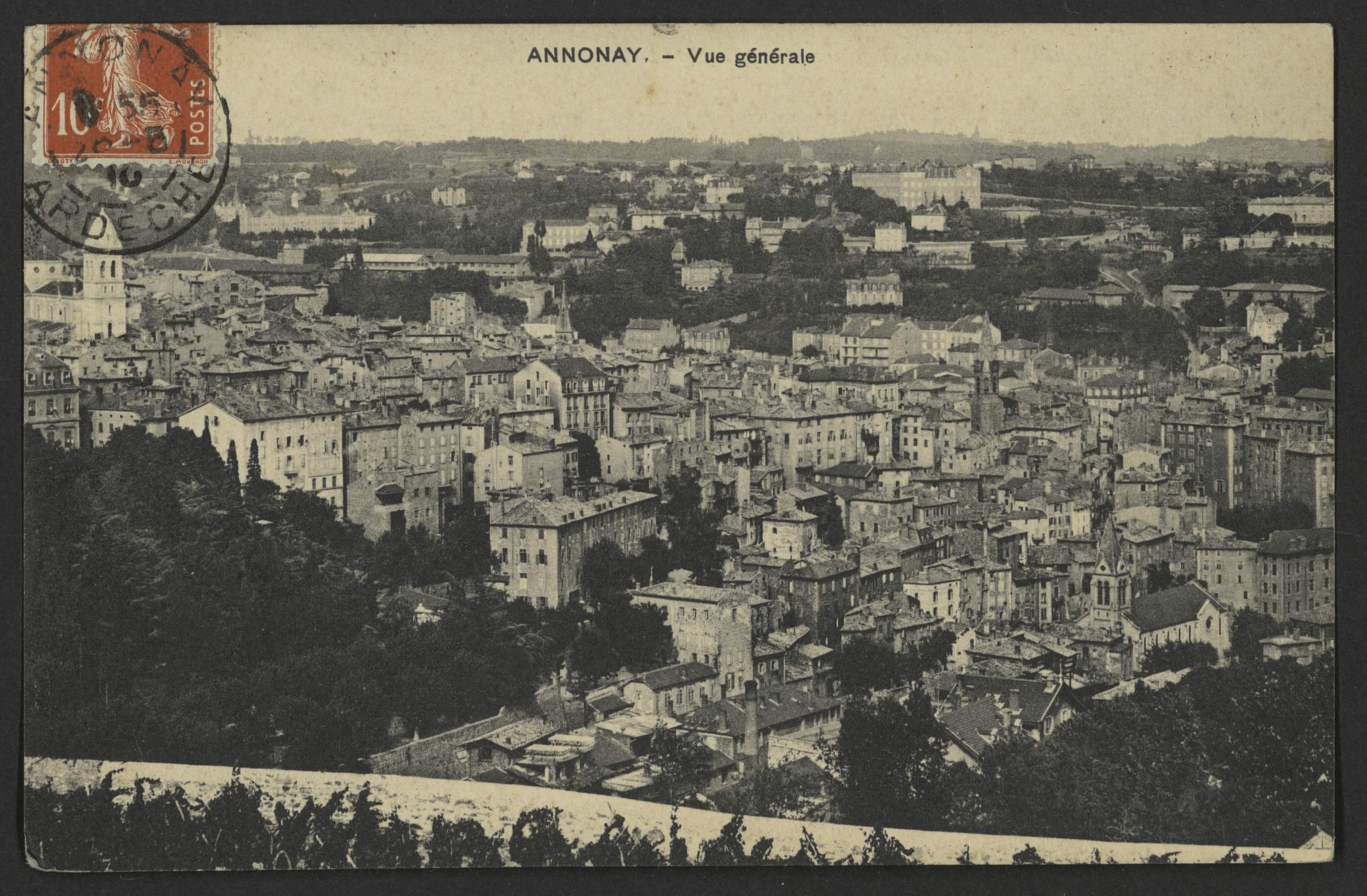
20世纪初的阿诺奈

阿诺奈所处区域在罗马时期就已形成村落，公元4世纪末被记载于维埃纳主教的手册之中。中世纪时期，阿诺奈为由罗讷河谷前往勒皮朝圣之路上的重要一站，至十五世纪初，当地曾建立了14处教堂，并出现了为朝圣者而建的酒店及接待设施。中世纪末，阿诺奈已成为上维瓦赖地区的中心城市。阿诺奈自1528年起出现了新教徒团体，1564年起成为一个行政区驻地。当地的多处建筑在宗教战争期间遭到了极大的破坏，直到1598年《南特敕令》颁布。启蒙运动时期，阿诺奈附近诞生了多位发明家，代表人物包括马克·塞甘、孟格菲兄弟。法国大革命后，阿诺奈成为阿尔代什省的一个市镇。工业革命期间，阿诺奈成为法国重要的皮革生产地，皮革初级加工为当地带来了大量的就业岗位。20世纪后，受国际竞争的影响，当地皮革生产基本停滞，人口有所外流。而当地机械企业家约瑟夫·贝塞的汽车配件厂则被雷诺原址收购，并于1999年起成为依维柯客车法国生产基地。

## 地理

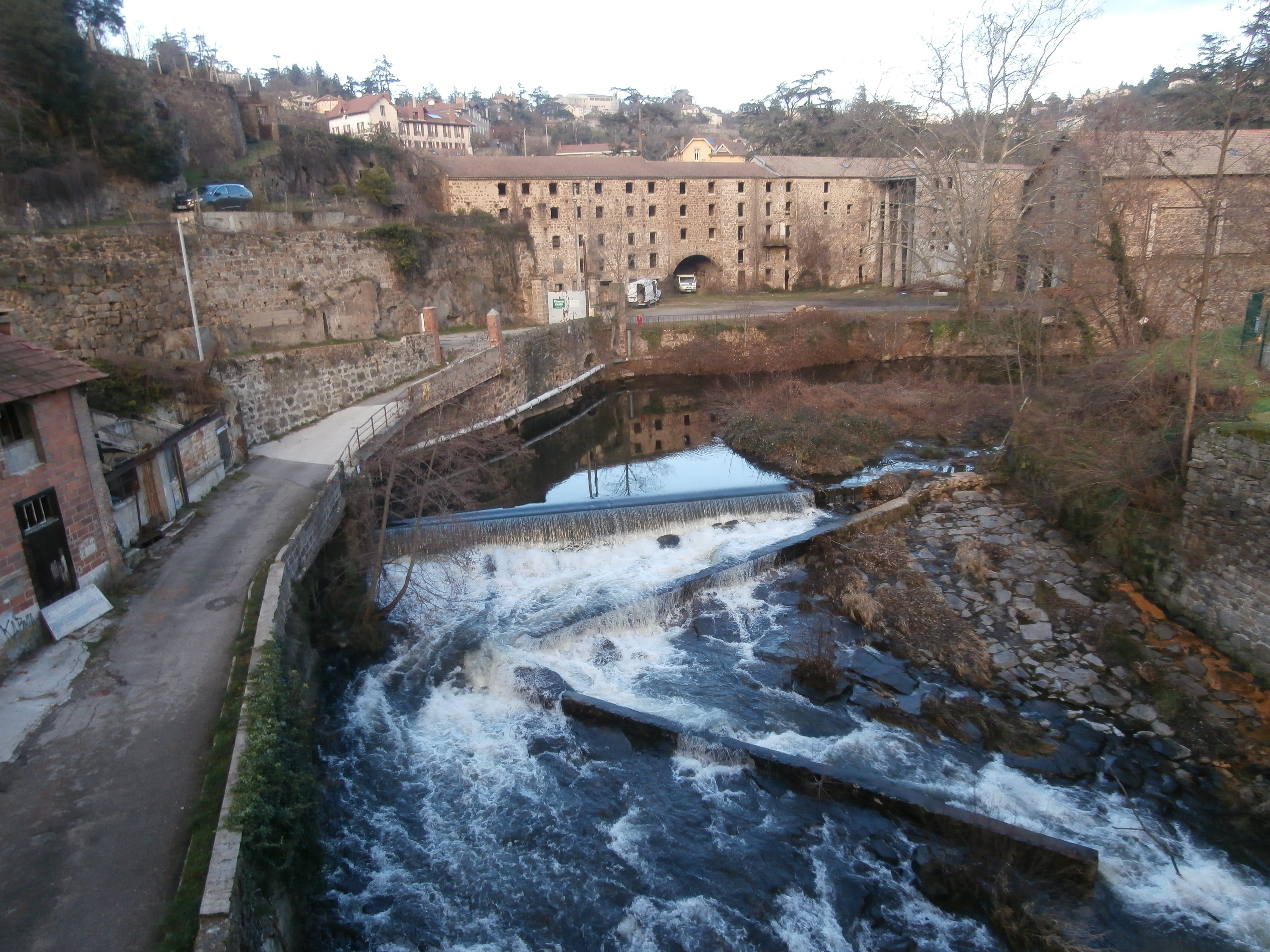
代奥姆河

阿诺奈位于法国东南部，奥弗涅-罗讷-阿尔卑斯大区中南部和阿尔代什省北部，西侧与卢瓦尔省接壤，距离省会普里瓦大约91公里。与阿诺奈接壤的市镇包括：布略莱萨诺奈、达韦济约、鲁瓦菲约、瓦诺斯克、韦尔诺斯克-莱萨诺奈、维勒沃康斯、比尔迪涅。

### 地形
阿诺奈位于法国中央高原地形区内，皮拉山东南麓，境内以丘陵和山地为主，地形崎岖，是一座较为典型的“山城”，全境海拔在270到746米之间。

### 水文
康斯河与代奥姆河在阿诺奈交汇，属于罗讷河水系。

### 植被
阿诺奈属于温带落叶林区，其中部分山地因海拔较高故又存在针叶林区，圣埃克絮佩里公园（Parc Saint Exupéry）是市区内的主要绿地公园，此外林地广泛分布于境内的非城市区域。

### 气候
阿诺奈在柯本气候分类法中属于温带海洋性气候，因地形相对封闭，当地又呈现出一定的山地特征。

## 行政区划
阿诺奈是法国奥弗涅-罗讷-阿尔卑斯大区阿尔代什省的一个市镇，编号为07010。阿诺奈隶属于罗讷河畔图尔农区，管理阿诺奈第一县和第二县，同时也是阿诺奈城市圈公共社区的中心市镇，其办公驻地位于达韦济约与阿诺奈的交界处，距离阿诺奈市镇边境仅20米。
法国国家统计与经济研究所（简称）在进行数据统计时，将阿诺奈及相邻的另外5个市镇设为阿诺奈城市核心区，并将包括核心区在内的周边共24个市镇划为阿诺奈城市区。同时，还将阿诺奈市镇分为了7个“块区”（IRIS），以便于统计人口分布情况。

## 交通

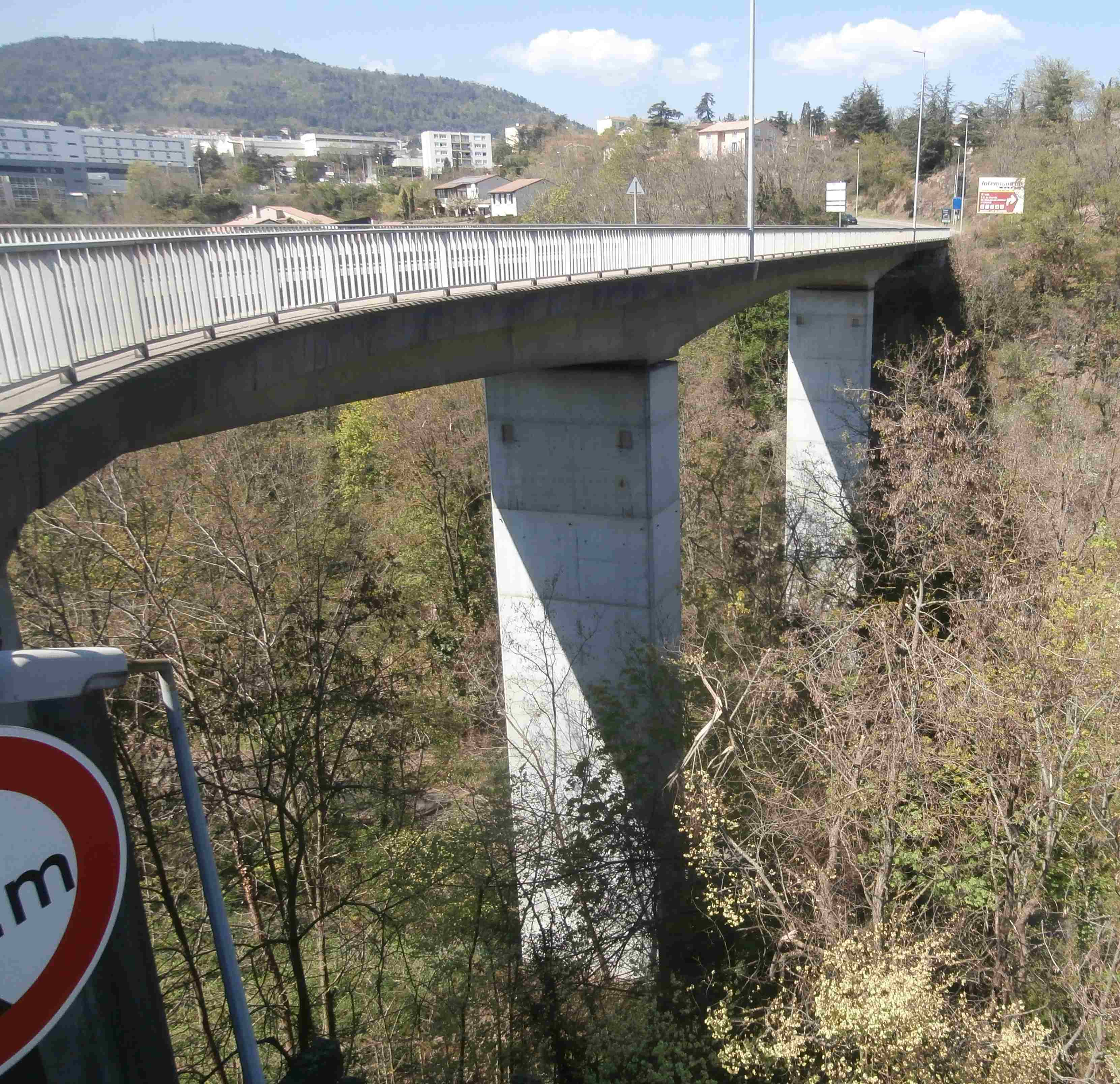
艾梅公路高架桥

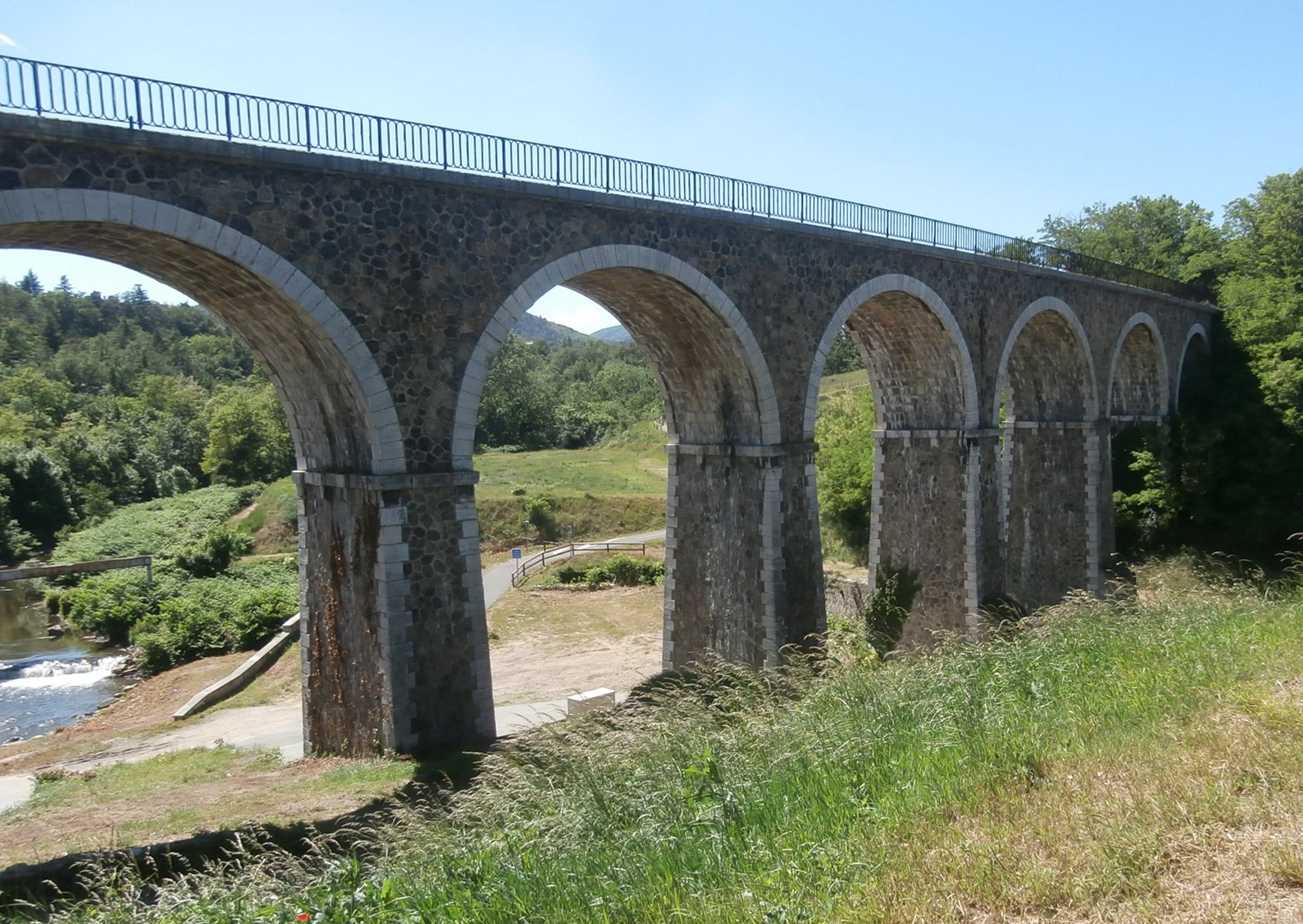
旧铁路桥

### 公路
多条阿尔代什省省道在阿诺奈境内交汇。奥弗涅-罗讷-阿尔卑斯大区下属的城际客运提供巴士线路，可前往勒佩阿日德鲁西永火车站，部分班次可直达里昂市区；省级客运线路则可前往圣艾蒂安、瓦朗斯、普里瓦和罗讷河畔图尔农等地。
2017年，64.3%的阿诺奈家庭拥有至少一辆的私人汽车。2018年，阿诺奈境内共发生各类交通事故3起，造成5人受伤。

### 铁路
19世纪末建成的菲尔米尼－圣朗贝尔达尔邦铁路途径阿诺奈，但该铁路因线路过于曲折、旅速过低以及沿途人口外流而于20世纪中期逐渐废弃。距离阿诺奈最近的铁路车站为罗讷河畔圣瓦利耶站和圣朗贝尔达尔邦站，停靠往返于里昂和瓦朗斯一线的区域列车。

### 航空
距离阿诺奈最近的民用航空站为里昂圣埃克絮佩里机场，距离阿诺奈市中心的公路里程约90公里。

### 城市公共交通
阿诺奈城市公共交通（商业名称为）是当地的城市公共交通系统。截至2020年10月，该系统共包括5条主干公交线路、4条补充线路和4条定制公交线路，路网覆盖了阿诺奈市区内的主要街道和居民区。

## 政治

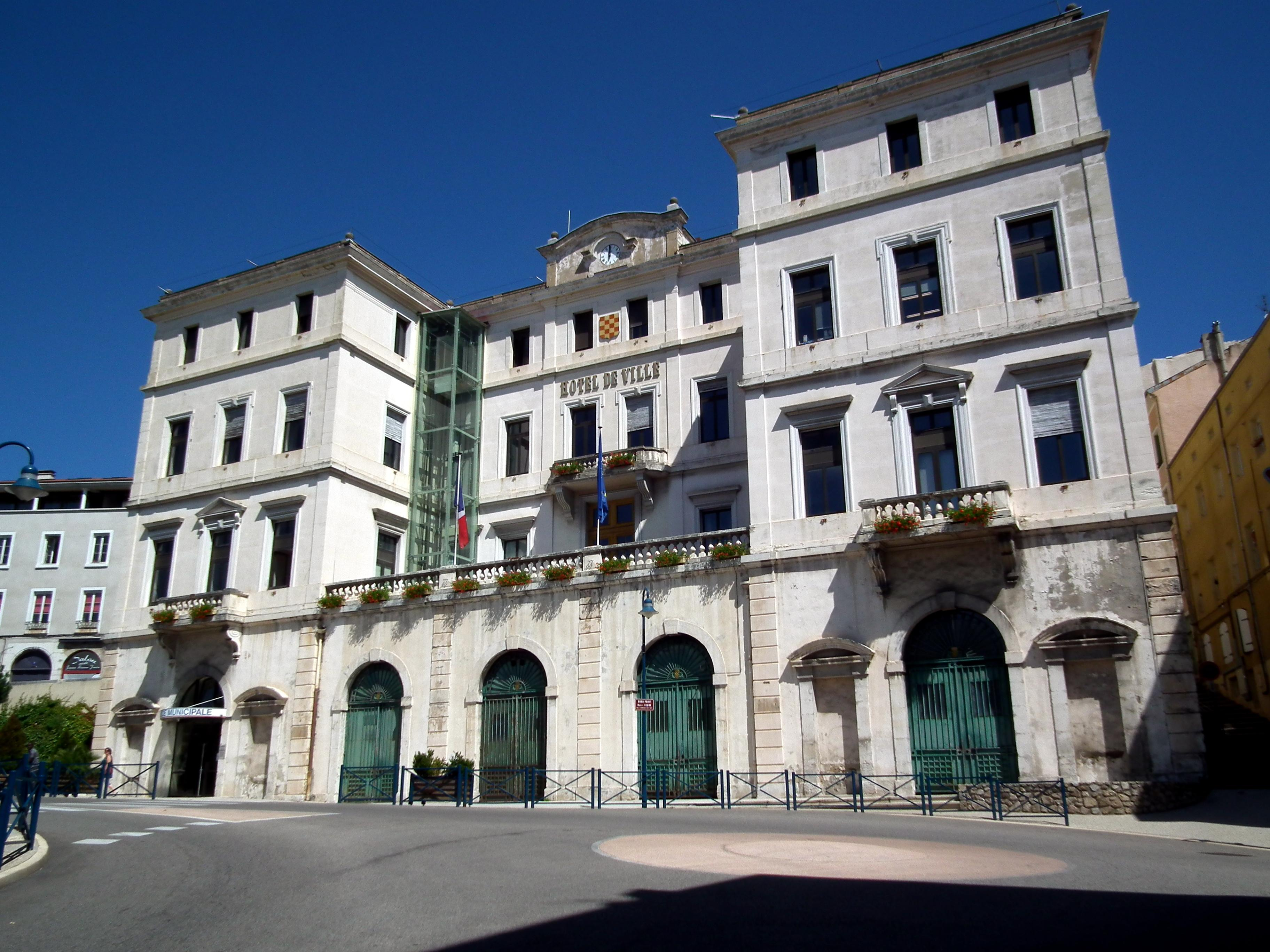
阿诺奈市政厅

阿诺奈的现任市长为西蒙·普莱内先生（Simon Plénet），他是社会党的一名成员，在2020年的市政选举中获得了41.95%的支持率。
在2017年的法国总统大选中，法国第25任总统埃马纽埃尔·马克龙在阿诺奈获得了69.73%的支持率。
| 阿诺奈历届市长 |                  |                                    |
| 任期           | 市长             | 党派                               |
| 1944年－1950年 | 费尔迪南·让维耶  | SFIO工人国际法国支部               |
| 1950年－1953年 | 约瑟夫·普雷      | MRP人民共和运动                    |
| 1953年－1959年 | 达尼埃尔·艾梅    | SFIO工人国际法国支部               |
| 1959年－1965年 | 费尔南·迪谢尔    | CNIP全国独立人士与农民中心         |
| 1965年－1971年 | 达尼埃尔·艾梅    | SFIO工人国际法国支部 →PS社会党     |
| 1971年－1977年 | 亨利·福尔        | UDR共和国保卫联盟 →RPR保衛共和聯盟 |
| 1977年－1983年 | 让·帕里泽        | PS社会党                           |
| 1983年－1986年 | 雷吉·佩尔贝      | RPR保衛共和聯盟                    |
| 1986年－1997年 | 克洛德·福尔      | RPR保衛共和聯盟                    |
| 1997年－2001年 | 让-克洛德·图内尔 | PS社会党                           |
| 2001年－2008年 | 热拉尔·韦贝尔    | RPR保衛共和聯盟 →UMP人民运动联盟   |
| 2008年－2017年 | 奥利维耶·迪索    | PS社会党                           |
| 2017年－2020年 | 安托瓦内特·谢勒  | PS社会党                           |
| 2020年－       | 西蒙·普莱内      | PS社会党                           |

## 人口
2017年，阿诺奈市镇人口数量为16,345，在法国排名第581位。其中男性7,725人，女性8,620人，75岁及以上人口占11%，外籍人口数量为4,174人，人口密度为771人/平方公里，当地居民被称为（男性）或（女性）。2018年，阿诺奈境内出生180人，死亡人口213人。
| 年份   | 1936   | 1946   | 1954   | 1962   | 1968   | 1975   | 1982   | 1990   | 1999   | 2006   | 2011   | 2016   | 2017   |
| ------ | ------ | ------ | ------ | ------ | ------ | ------ | ------ | ------ | ------ | ------ | ------ | ------ | ------ |
| 人口數 | 15,669 | 15,462 | 16,201 | 18,434 | 20,757 | 20,832 | 19,484 | 18,525 | 17,522 | 17,088 | 16,445 | 16,640 | 16,345 |

阿诺奈是阿尔代什省人口最多的市镇，超过了省会普里瓦，同时也是法国本土除法兰西岛之外唯一一座是所在省人口数量最多的非副省会级别城市。

## 经济

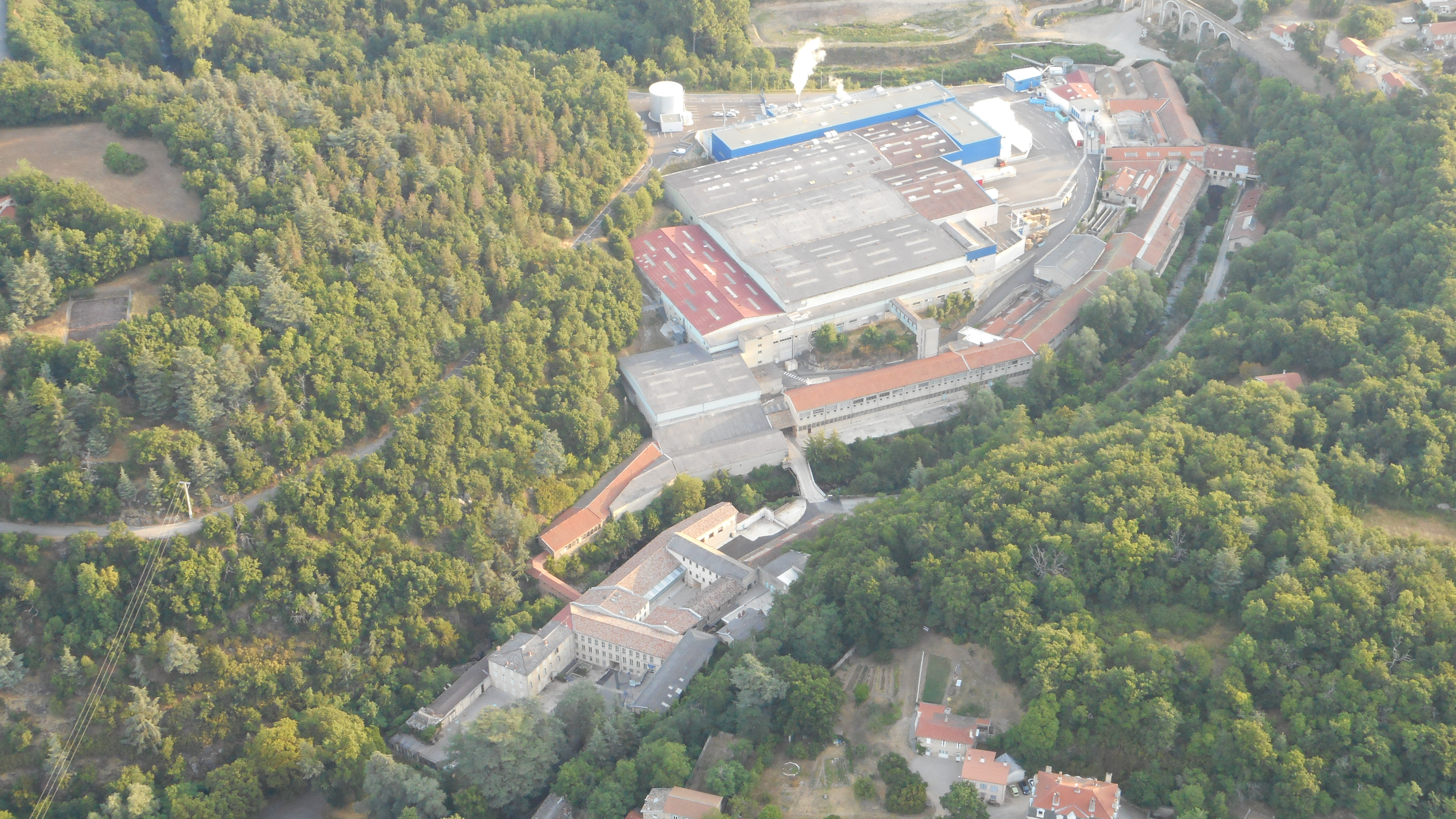
阿诺奈境内的一处工厂

阿诺奈是一个区域性的中心城市，当地共有各类用人单位2,114家，其中98.48%为中小型企业（PME），平均历史为17年，机械、食品及社会服务是当地的主要就业岗位类型，依维柯阿诺奈工厂是法国本土规模最大的大型客车生产工厂之一。

## 财政收入
2018年，阿诺奈的财政收入总额为21,563,400欧元，财政支出总额为18,582,400欧元，当年的债务总额为12,798,000欧元。
2014年，阿诺奈的人均收入总额为2,397欧元，其中高职人员为4,331欧元，普通职员为1,808欧元。
2017年，阿诺奈境内的青壮年（15至64岁）失业率为20.3%，当地34.6%的家庭拥有纳税资格。

## 社会事务

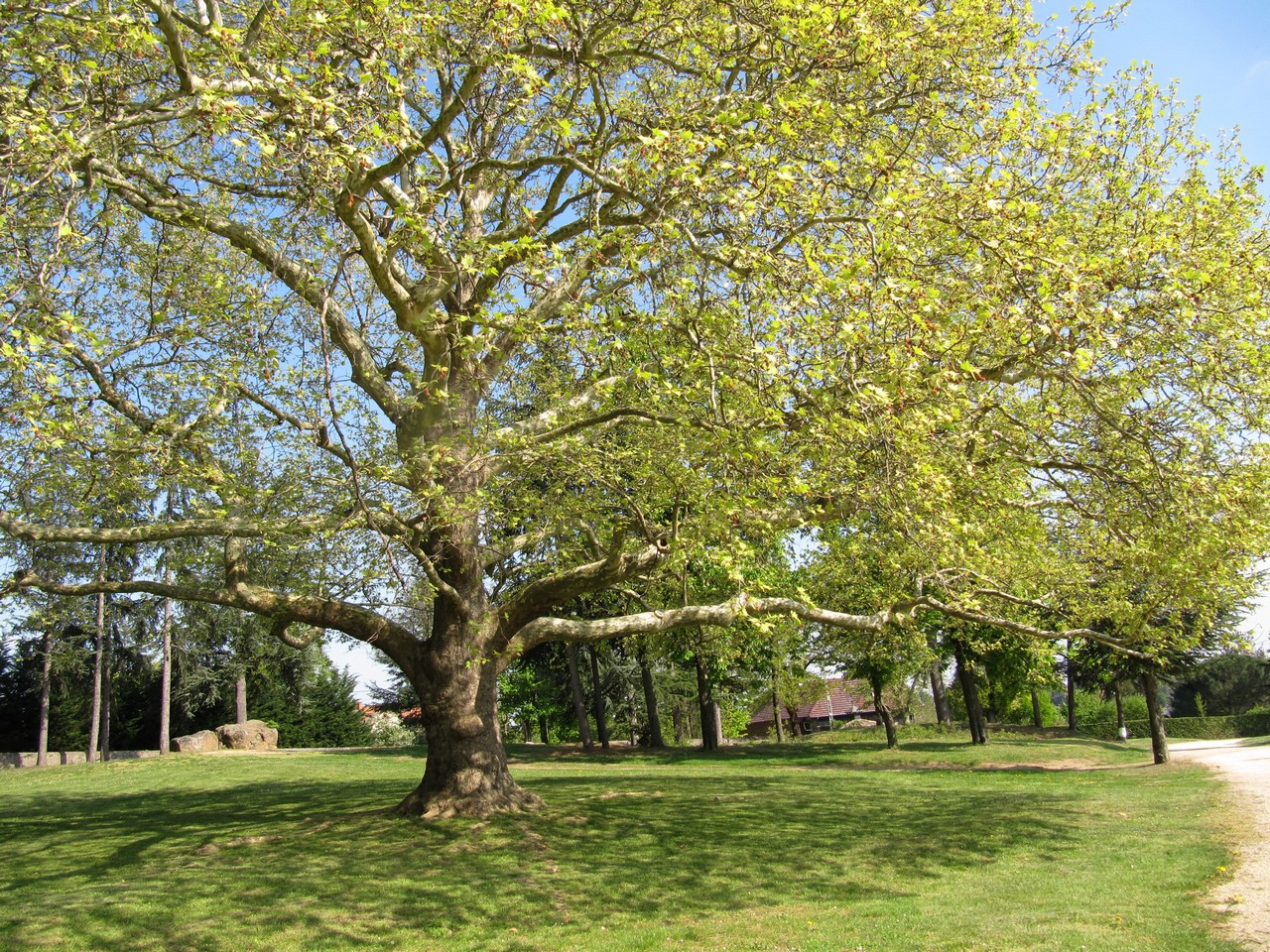
阿诺奈市区的绿地

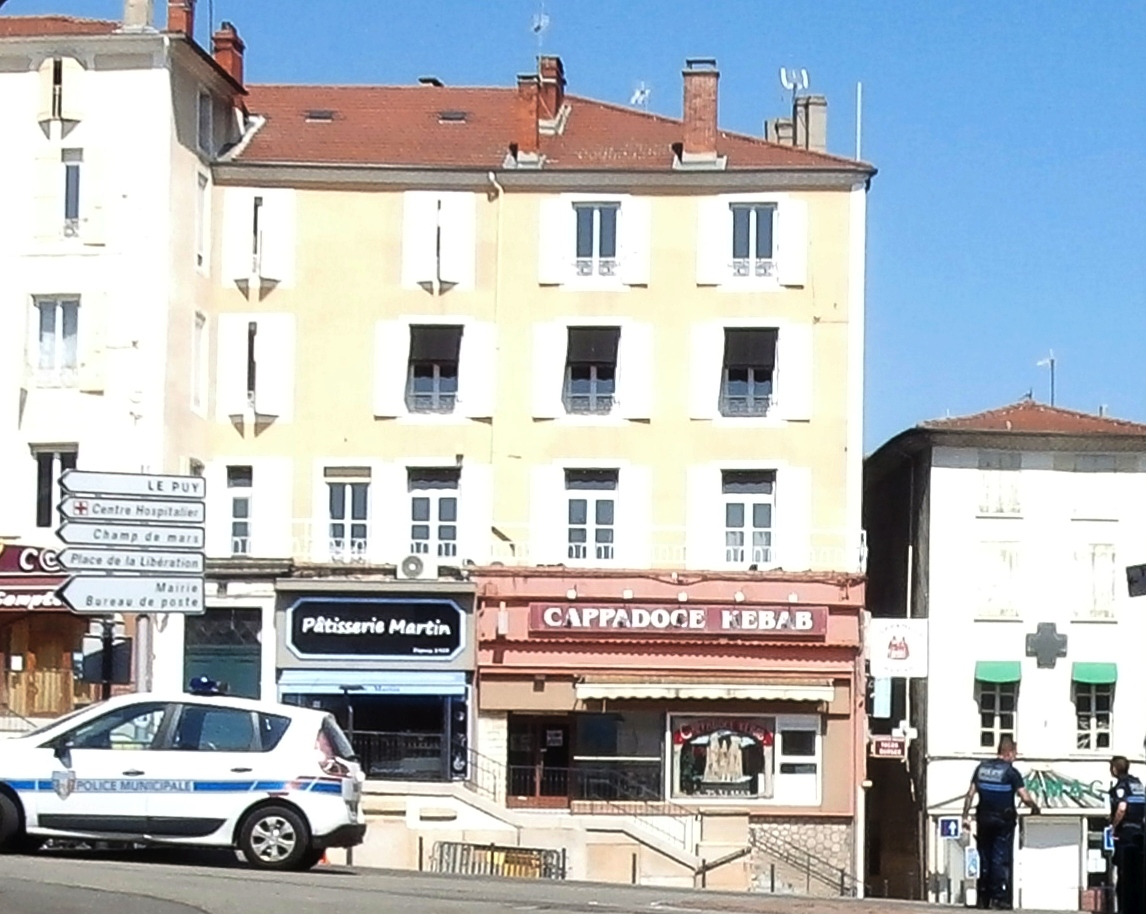
阿诺奈街头建筑

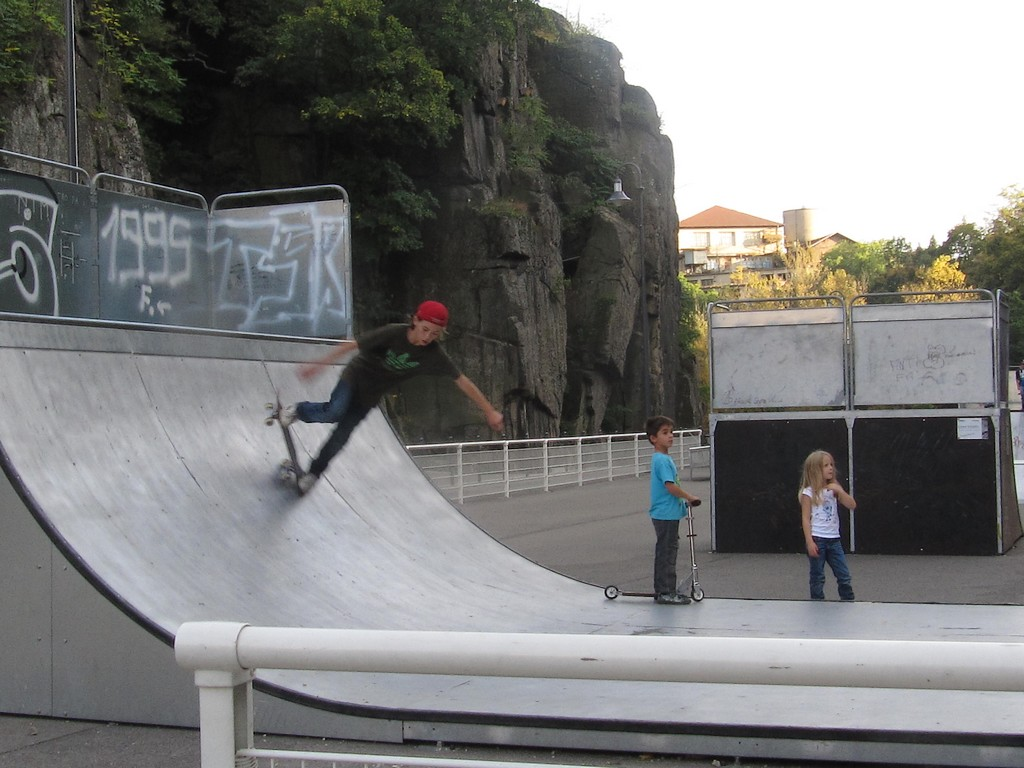
阿诺奈境内的运动场

### 教育
阿诺奈属于格勒诺布尔学区。截止2019年1月1日，阿诺奈境内共有6所幼儿园、8所小学、4所初级中学、2所普通高中、1所农业高中和2所职业高中。2018至2019学年度，阿诺奈境内共有在校中小学生4,829名。

### 医疗
截止2019年1月1日，阿诺奈境内共有全科医生15名、保健师5名、牙医11名、护士29名、耳科医生2名、眼科医生2名、皮肤科医生1名、助产士3名、儿科医生2名和妇科医生1名。境内共有药房10家、养老院5家、残疾人帮扶中心1家。
阿诺奈中心医院，全名为“北阿尔代什省中心医院”（Centre hospitalier d'Ardèche Nord），是法国的一个区域性医疗机构，其主病区位于阿诺奈市区，设有床位269个，是当地规模最大的公立综合性医院。

### 住房
2017年，阿诺奈境内共有各类住房9,983套，其中31.1%为独立式居民区；67.4%为集中式居民区，主要分布于帕拉城街区（Cité de Paras）。常住房屋占阿诺奈市镇范围内居民建筑总量的79.9%。

### 商业
2018年，阿诺奈境内共有各类商铺998家，其中餐饮服务类426家。市区东北部建有大型开放式商业街区。

### 体育
2019年，阿诺奈境内共有1家游泳池、4间健身房、2座综合体育场、14处网球场、4处足球或橄榄球场以及4处篮球或排球场。
阿诺奈足球俱乐部（FC Annonay）是当地的一支足球队，2020至2021赛季参加奥弗涅-罗讷-阿尔卑斯大区足球联赛。

### 环境
阿诺奈的环境事务由其所属的公共社区负责。2018年，阿诺奈境内共有2家污染企业。

### 治安
2014年，阿诺奈及附近地区共发生各类案件3,023起，其中盗窃类案件1,894起，经济类案件269起，毒品交易类案件230起。

## 文化
2019年，阿诺奈境内共有1家电影院、1家博物馆和1家音乐厅。阿诺奈市政府提供多媒体中心，向公众全年开放。

### 建筑
阿诺奈境内有多处法国国家文物保护单位，其中阿诺奈圣母教堂、代奥马城堡等为当地的代表性建筑物。

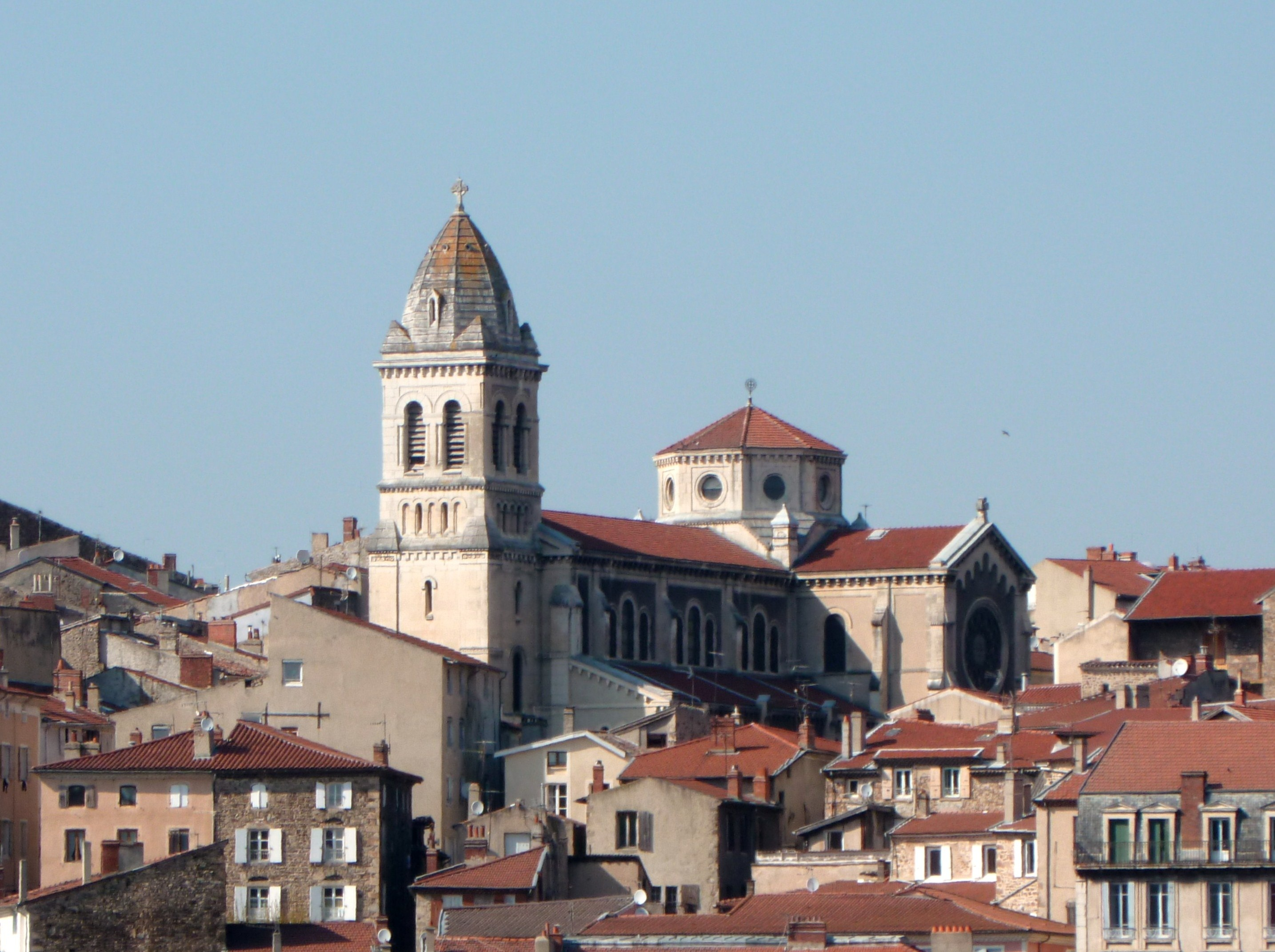
阿诺奈圣母教堂（法语：Église Notre-Dame d'Annonay）
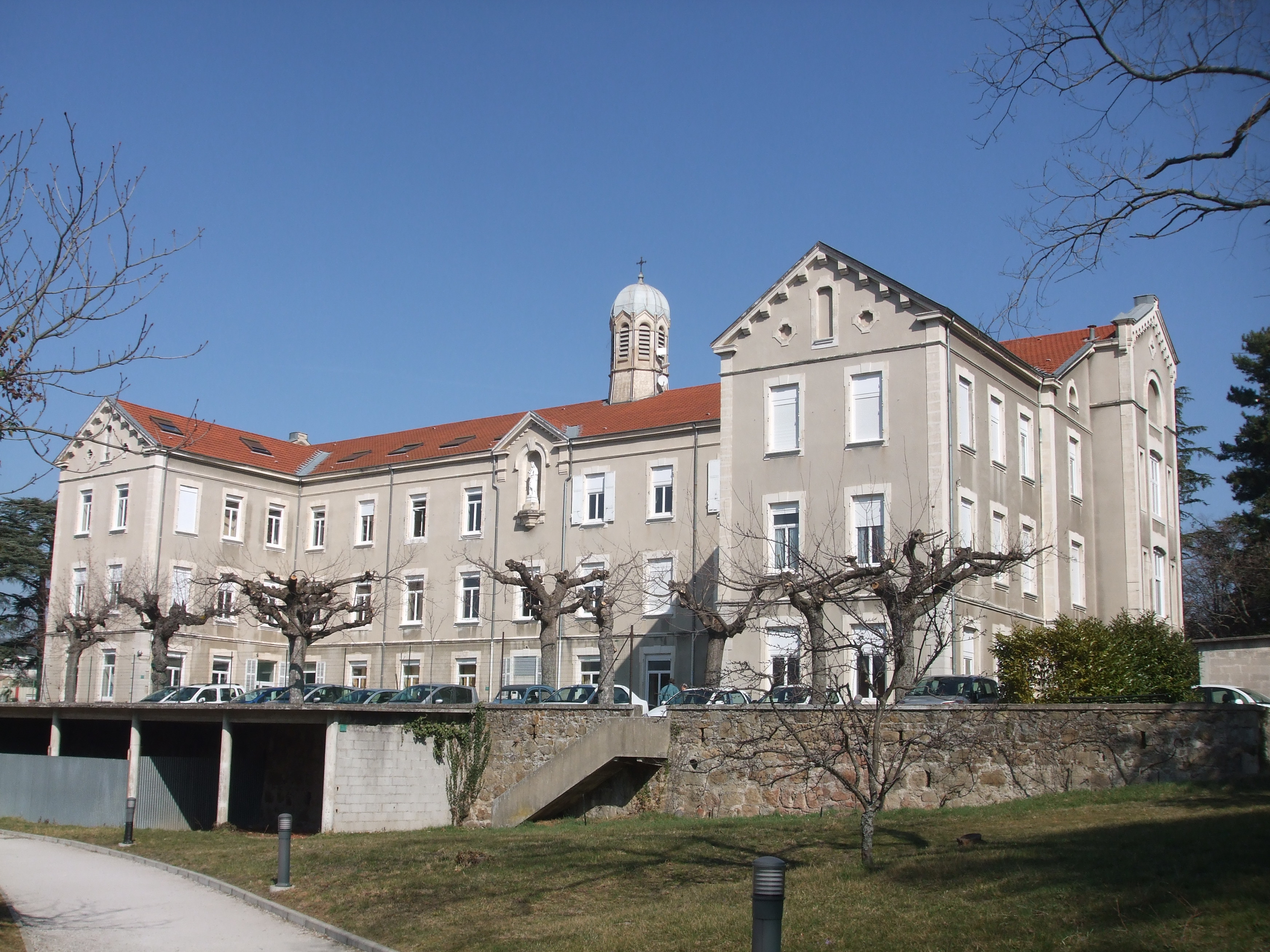
圣夏尔修道院
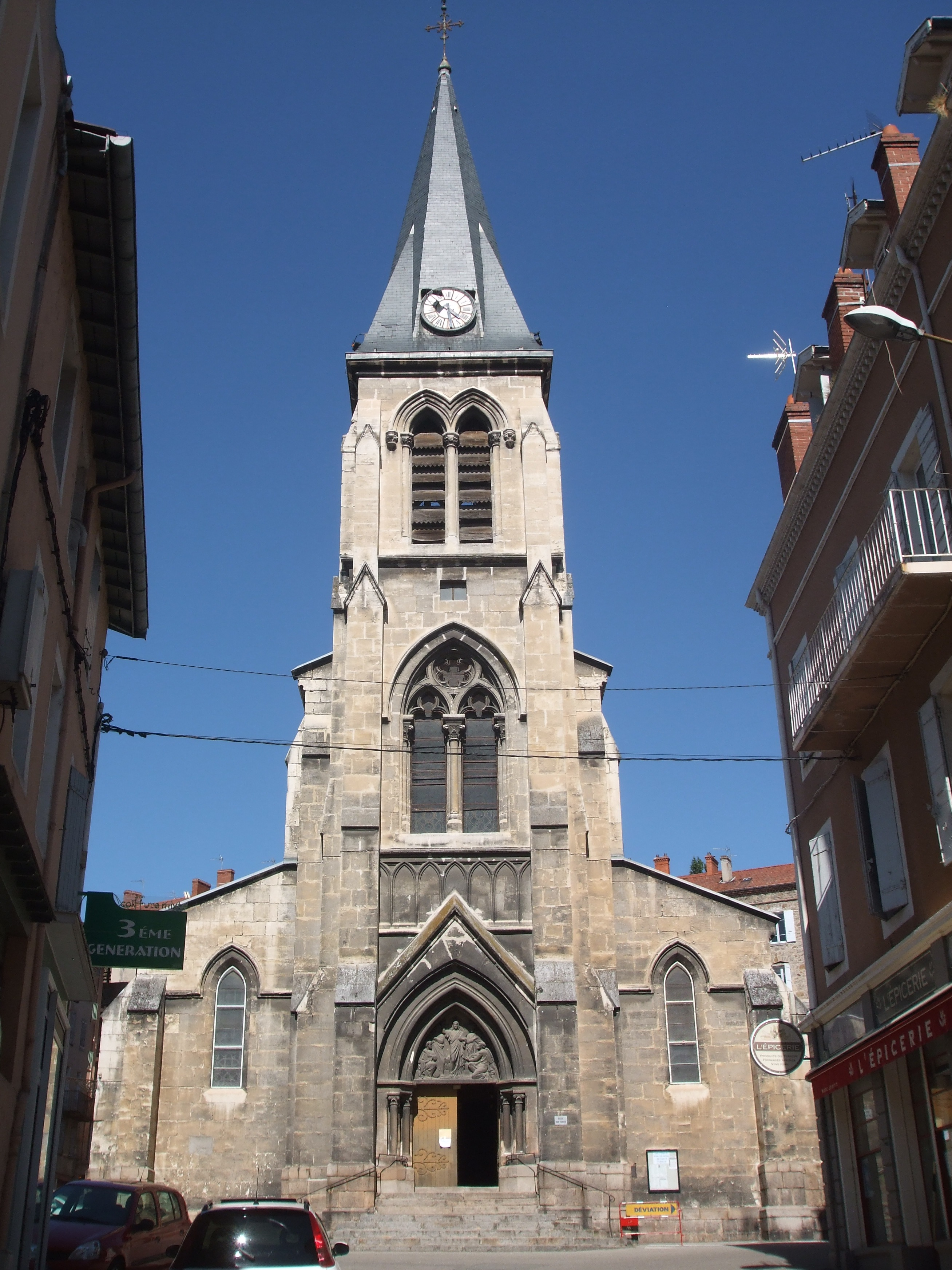
圣弗朗索瓦教堂
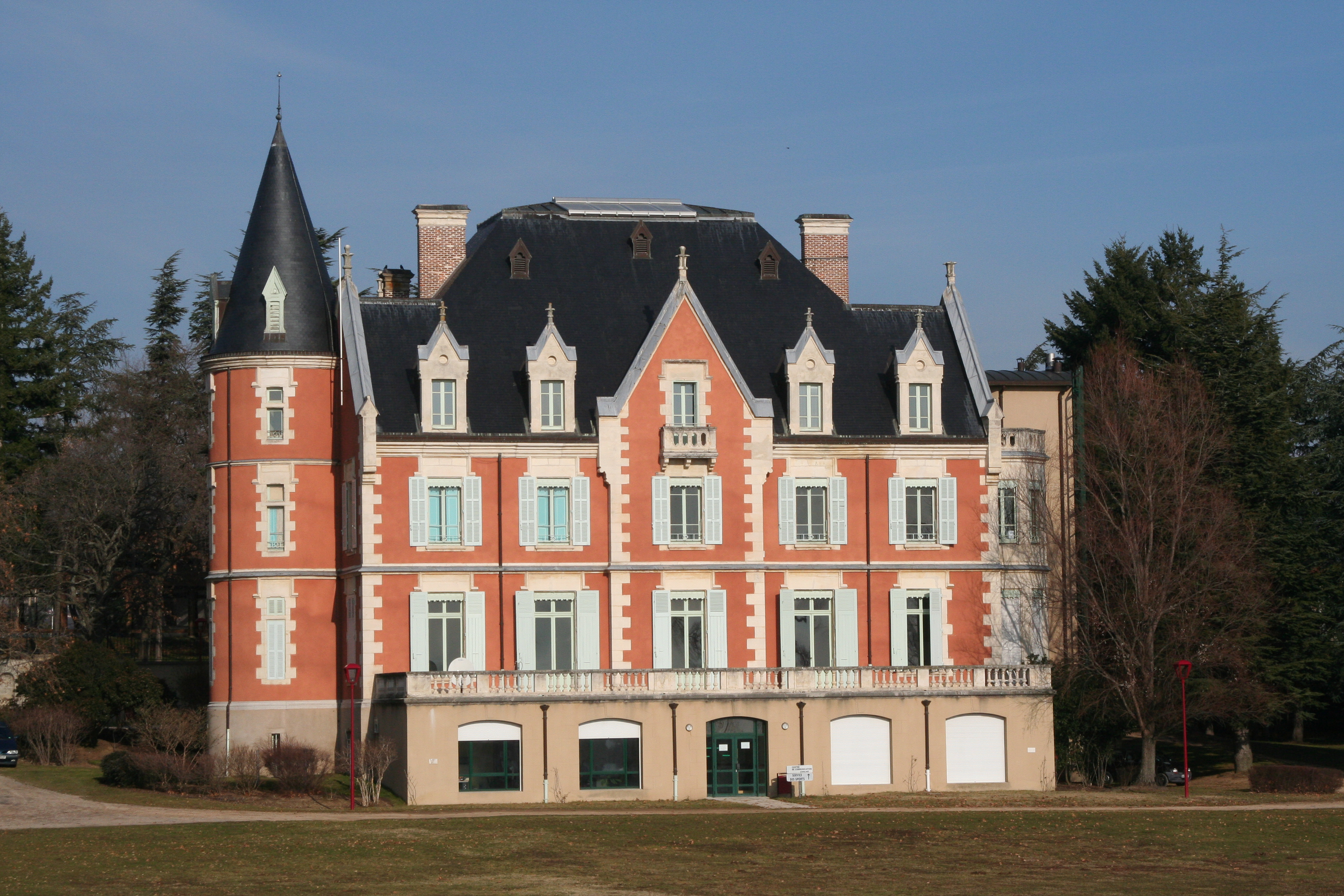
代奥马城堡（法语：Château de Déomas）
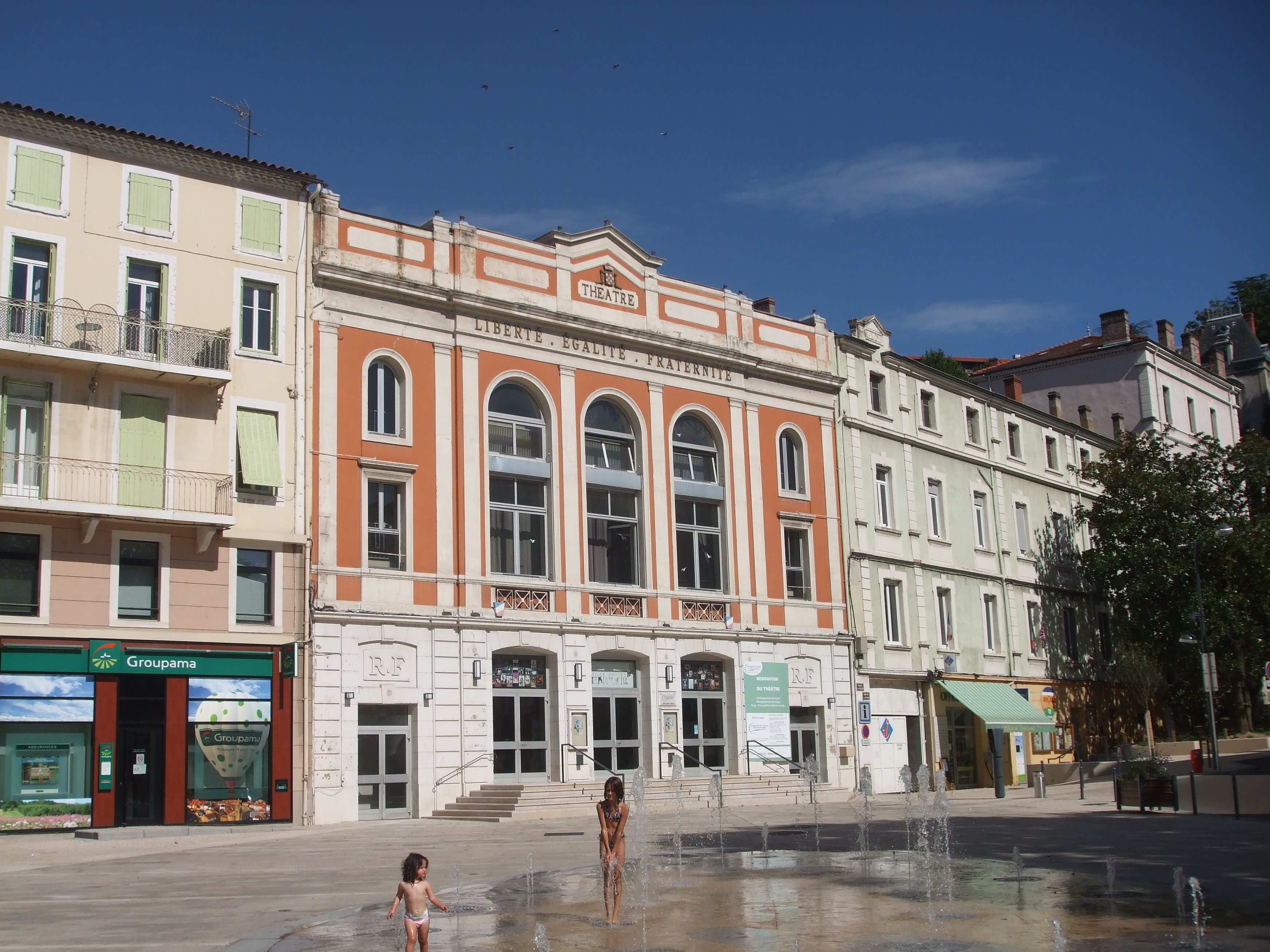
市政剧场

### 旅游
阿诺奈的旅游事务由其所属的公共社区负责。2020年，阿诺奈境内共有1家宾馆共计36间房间。

### 媒体
法国主要的媒体均可在阿诺奈接收，法国电视三台下属的奥弗涅-罗讷-阿尔卑斯大区频道在部分时段播出阿诺奈所属区域的地方新闻。

### 食物
阿诺奈蛋糕是当地的一种特色小吃。

## 相关人物
法国工程师及企业家马克·塞甘以及孟格菲兄弟出生于阿诺奈，此外出生于该地的重要人物还有物理学家奥古斯特·布拉菲、作曲家约瑟夫·康特卢布、军事家弗朗索瓦-约瑟夫·克洛泽尔和足球运动员克萊門特·格萊尼爾。

## 友好城市
截至2020年10月，阿诺奈共与四座城市互为友好城市关系：
- 德国 巴克南
- 英格兰 切爾姆斯福德
- 義大利 巴尔杰
- 捷克 上米托